# Teta
Teta is een bestuurslaag in het regentschap Bima van de provincie West-Nusa Tenggara, Indonesië. Teta telt 1395 inwoners (volkstelling 2010).